# Едуард Кребсбах
Едуард Кребсбах (нім. Eduard Krebsbach; 8 серпня 1894, Бонн, Німецька імперія — 28 травня 1947, Ландсберзька тюрма, американська зона окупації Німеччини) — штурмбанфюрер СС, воєнний злочинець, головний лікар концтаборів Маутгаузен і Рига-Кайзервальд. Після закінчення війни постав перед американським військовим трибуналом на головному процесі у справі про злочини у концтаборі Маутгаузен, був засуджений до страти та у 1947 році повішений.

## Біографія
Едуард Кребсбах народився 8 серпня 1894 року у сім'ї продавця. Відвідував гуманітарну гімназію у Кельні, склавши у 1912 році іспити на атестат зрілості. З 1912 року вивчав медицину у Фрайбурзькому університеті, однак у зв'язку з початком Першої світової війни йому довелося перервати навчання. У жовтні 1914 року добровільно записався до піхоти. Спочатку був єфрейтором й унтерофіцером санітарної служби, а восени 1915 року отримав підвищення до польового лікаря. Очоливши легкий санітарний транспорт, Кребсбах був поранений під час битви на Соммі влітку 1916 року, після чого був доставлений у лазарет і лікувався на батьківщині. Згодом недовго працював лікарем у таборі для цивільних полонених у Раштаті, а потім знову воював на фронті у складі медичної роти, поки не був демобілізований з армії у грудні 1918 року.
Повернувшись до навчання, 17 червня 1919 року склав державний іспит. 28 жовтня 1919 року здобув ступінь доктора медичних наук, захистивши дисертацію «Про стан спірохет у мозочку при паралічі». Того ж року у Фрайбурзі став одним із засновників місцевої групи німецького народного союзу оборони та наступу. Після недовгої діяльності як ординатор у 1920 році відкрив медичну практику у Буїрі під Кельном, працюючи лікарем лікарняної каси. Того ж року одружився з уродженкою Фрайбурга Агнес Гельд. З 1 жовтня 1925 до 3 жовтня 1933 року працював окружним лікарем у Бурггаймі, Кельні, Зігмарінгені та Розенберзі.
Після приходу нацистів до влади було звільнено на підставі Закону «Про відновлення професійного чиновництва» від 7 квітня 1933 року за передбачувану опозицію націонал-соціалізму. З 1 листопада 1933 року працював лікарем у Фрайбурзі, а також за контрактом був лікарем у поліцейській дільниці міста. 23 червня 1933 року був зарахований до лав СС (№ 106821). Того ж року вступив до НСРПН і націонал-соціалістичного союзу лікарів. З членством у нацистській партії у Кребсбаха виникли проблеми, тому він знову вступив до партії 1 травня 1937 року (квиток № 4142556). Під час служби у СС керував санітарним підрозділом 65-го штандарту СС у Фрайбурзі. У листопаді 1938 року отримав звання унтерштурмфюрера СС. Крім того, Кребсбах належав до групи штурмовиків й есесівців, які підпалили та розорили під час Кришталевої ночі Фрайбурзьку синагогу. 1 жовтня 1939 року був призваний до Ваффен-СС і зарахований до 1-ї санітарної роти 3-ї танкової дивізії СС «Тотенкопф», у складі якої брав участь у Французькій кампанії. Кребсбах недовго був командиром 3-ї санітарної запасної роти у Празі. З 2 травня 1940 року працював лікарем у поліції у Мюльгаузені, де залишався до 31 грудня 1940 року. З 1 січня 1941 року працював лікарем на підприємстві у Касселі.

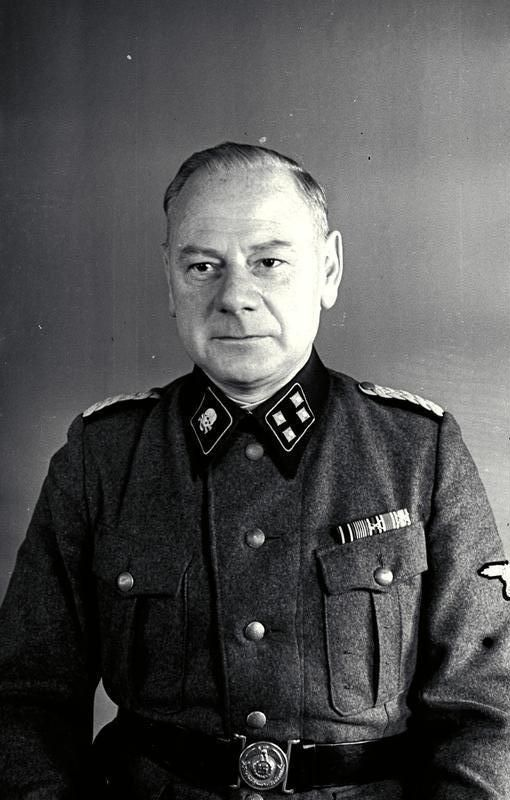
Штурмбанфюрер СС Кребсбах (1942).

5 травня 1941 року був знову призваний до Війська СС і після закінчення підготовки у санітарному управлінні СС у концтаборі Заксенхаузен 18 червня 1941 року став головним лікарем концтабору Маутгаузен. За своїм службовим становищем був підпорядкований відділу D III (санітарне обслуговування та табірна гігієна) Головного адміністративно-господарського управління СС, а також контролював санітарну діяльність і медичний персонал у таборі та його філіях. У 1941 році під керівництвом Кребсбаха почалася акція масових вбивств хворих і непрацездатних ув'язнених шляхом смертельних ін'єкцій у серцевий м'яз. Колишній ув'язнений Франтішек Поправка після війни описував, що «робити ін'єкції почав доктор Кребсбах, тому його прозвали „Шприцбах“. Це був шприц із дуже великими голками. Контейнер для ін'єкцій наповнювався бензином або фенолом і голка вставлялася прямо в серце ув'язненого. Спочатку це робилося без анестезії. Пізніше ув'язненому вводили наркоз в операційній». Під час епідемії висипного тифу з липня і до кінця вересня 1941 року цей спосіб вбивства постійно практикувався: всі ув'язнені з тифом були вбиті. Коли восени 1941 року знадобилося місце для доставлених радянських військовополонених, Кребсбах розформував чотири з п'яти бараків, які були приміщеннями для хворих. Тяжкохворих ув'язнених з цих бараків вбили. Кребсбах у рамках акції 14f13 проводив селекцію непрацездатних і хворих ув'язнених для ін'єкцій фенолу у серце. Крім того, відповідав за встановлення газової камери у підвалі табірної лікарні. Наприкінці 1942 року був присутній при отруєнні газом 120—130 чехів у зв'язку з їх причетністю до замаху на Рейнгарда Гейдріха. Пізнього літа 1942 року кілька тижнів отримав відрядження до концтабору Аушвіц. 9 листопада 1942 року дослужився до штурмбанфюрера СС. У грудні 1942 року розлучився з дружиною, але у 1943 році знову одружився з Гретель Зуттер.
22 травня 1943 року Кребсбах застрелив вночі єфрейтора люфтваффе Йозефа Брайтенфелльнера, який порушував громадський порядок неподалік його будинку. 30 липня 1943 року уповноважений суд СС і поліції у Відні не порушував попереднє розслідування проти Кребсбаха та розцінив це діяння, як «акт виправданої самооборони» і, отже, утримався від призначення покарання. У серпні 1943 року був переведений до концтабору Рига-Кайзервальд. Наприкінці жовтня 1943 року через захворювання на холеру тривалий час перебував у лазареті. Кребсбах став головним лікарем у таборі, керував санітарною службою та контролював медичний персонал як в основному таборі, так і в субтаборах. Кребсбах надалі також діяв як інспектор з епідемій у Латвії, Литві, Естонії. Він брав участь у селекції непрацездатних і хворих ув'язнених, які пізніше були вбиті смертельними ін'єкціями, або розстріляні у навколишніх лісах. Колишній в'язень концтабору Рига-Кайзервальд Фрідріх Дойч згадував: «там, де він [Кребсбах] з'являвся, відбувалися селекції, і люди пропадали». За свідченнями людей, які вижили, проводив медичні експерименти над ув'язненими, вводячи їм збудники тифу. Кребсбах залишався у Ризі до грудня 1943 року, коли він замінив лікаря концтабору Вайвара Франца фон Бодмана, який захворів. З квітня 1944 року знову став головним лікарем концтабору Рига-Кайзервальд, де брав участь у двох акціях масових вбивств: у процесі так званої дитячої акції він відібрав всіх дітей до 14 років на знищення. 28 липня 1944 року під його безпосереднім керівництвом вбили 1000 старих і хворих ув'язнених у субтаборі Рига-Мюльграбен.
17 жовтня 1944 року був демобілізований з Військ СС у зв'язку з віком і непридатністю. З грудня 1944 року працював заводським лікарем у Касселі на ткацькій фабриці Salzmann&Co та Wegmann & Co, підприємстві, яке спочатку виробляло залізничні вагони, а потім активно займалося виробництвом зброї.

### Після війни
29 травня 1945 року був заарештований військовослужбовцями армії США на своєму робочому місці та доставлений до табору для інтернованих у Шварценборні, де перебував до того, як постав перед американським військовим трибуналом у Дахау, який розглядав злочини у концтаборі Маутгаузені. Під час допиту 16 лютого 1946 року зізнався, що брав участь «приблизно у 200 стратах росіян, поляків і чехів» у концтаборі Маутгаузен, а також «в отруєнні газом від 200 до 300 ув'язнених», і що провів селекцію «близько 200 осіб з туберкульозом», яким потім були вбиті ін'єкціями, зробленими санітарами. Під час судового процесу Кребсбах відмовився захищати себе. Численні свідки, які вижили, звинувачували його у тому, що він проводив селекцію хворих ув'язнених і вбивав їх за допомогою ін'єкцій, позбавлення їжі або отруйного газу. 13 травня 1946 року був засуджений до страти через повішення. Прохання про помилування, подане його сестрою, було відхилено. 28 травня 1947 року вирок був виконаний у Ландсберзькій в'язниці.